# Мустафаєв Рефат Шемседінович
Рефат Шемсединович Мустафаєв (крим. Refat Şemsedin oğlu Mustafayev; 1911–1984) — радянський державний та партійний діяч, секретар Кримського обкому ВКП(б), партизан, учасник Німецько-радянської війни

## Біографія
Народився в 1911 році в селі Біюк-Янкой Таврійської губернії, за національністю кримський татарин.
Вступив до РКСМ, став членом ВКП(б).
15 березня 1940 — 24 серпня 1943 року — секретар Кримського обласного комітету ВКП(б). 
Після початку Німецько-радянської війни призваний в Червону армію як політпрацівник. Присвоєно звання батальйонного комісара

### У партизанському русі
У партизанському русі Криму взимку 1942—1943 року склалося критичне становище. Фронт відступив до Волги та Кавказу, постачання повітрям скоротилося до мінімуму. У 1942 році повітрям був евакуйований цілий ряд керівників на чолі з О. В. Мокроусовим, багато партизанів першого призову осені 1941 роки загинули. Партизанський рух в Кримських горах не мав лідера, в той час як Кримський обком знаходився в Краснодарі, а потім в Сочі, як і Південний штаб партизанського руху. У цей період ситуація в Криму з керівництвом була взята під контроль центральними партійними органами. Рішенням секретаря ЦК ВКП(б) Г. М. Маленкова з діючої армії був відкликаний довоєнний секретар Кримського обкому ВКП(б) Рефат Мустафаєв, його направили в кримський ліс із повноваженнями секретаря підпільного обкому. Перший секретар Кримського обкому В. С. Булатов із тими ж повноваженнями в цей же час направив у ліс ще одного партійного працівника — П. Р. Ямпольського. Разом із М. Д. Луговим (він був до війни секретарем Зуйського райкому), який знаходився в партизанах із жовтня 1941 року. вони знову, вдруге, сформували Кримський підпільний обком ВКП(б). Зановостворений орган підпорядковувався Кримському обкому, що знаходився в Сочі (В. С. Булатов)
У міру просування фронту на захід змінилися настрої населення, зросла підтримка партизан із боку кримських татар, почастішали випадки переходу до червоних партизанів учасників загонів самооборони із зброєю. До того часу, крім партійної посади, Рефат Мустафаєв також став комісаром Східного з'єднання партизанів Криму (командир В. С. Кузнєцов), сформованого в січні-лютому 1944 року, яке включало 2 і 3 партизанські бригади. Дане з'єднання діяло в лісах між Карасубазаром, Старим Кримом і Судаком.
При звільненні Криму від німецько-фашистських військ навесні 1944 партизани Східного з'єднання наносили удари по відступаючих частинах ворога. 13 квітня 1944 року війська 227-ї стрілецької дивізії, 257-го окремого танкового полку та бійці 3-ї бригади Східного партизанського з'єднання звільнили Старий Крим.
Після проходження перевірок НКВС був направлений до місця проживання депортованих в Середній Азії. Помер 1984 року в місті Андижан Узбецької РСР.

## Нагороди
Рефат Мустафаєв представлявся до нагородження Орденом Леніна, ордена Червоного Прапора, однак у зв'язку з депортацією кримських татар всі нагородження відклали. У 1943 році нагороджений медаллю «Партизанові Вітчизняної війни» I ступеня.